# يوسف دجاورو
يوسف دجاورو (مواليد 28 مارس 1963م) (بالفرنسية: Youssouf Djaoro)‏ هو ممثل سينمائي تشادي.
|صورة           = 

## مسيرته
ظهر لأول مرة في فيلم دار السلام سنة 2000م، والذي لعب فيه شخصية توم. الفيلم من إخراج عيسى سيرج كويلو، وقد نال استحسان النقاد. ظهر أيضا في فيلم مدينة تارتينا، الذي أخرجه أيضًا كويلو في عام 2006 والذي لعب فيه دجاورو دور صحفي، وفاز بجائزة الابتكار في مهرجان مونتريال السينمائي العالمي الحادي والثلاثين.
في وقت لاحق من عام 2006 قام ببطولة فيلم دارات في دور نصارا. وهو من إخراج محمد صالح هارون، وفاز الفيلم بعدة جوائز.
فاز دجاورو بجائزة (Silver Hugo) لأفضل ممثل في مهرجان شيكاغو السينمائي الدولي السادس والأربعين، عن دوره في فيلم رجل يصرخ.

## أفلامه
- 2000م: دار السلام، بدور توم
- 2006م: مدينة تارتينا
- 2006م: دارات، بدور نصارى
- 2010م: رجل يصرخ، بدور آدم

## روابط خارجية
- يوسف دجاورو على موقع IMDb (الإنجليزية)
- يوسف دجاورو على موقع قاعدة بيانات الأفلام العربية
- يوسف دجاورو على موقع ألو سيني (الفرنسية)
- يوسف دجاورو على موقع أول موفي (الإنجليزية)
- يوسف دجاورو على موقع قاعدة بيانات الأفلام السويدية (السويدية)
- يوسف دجاورو على موقع قاعدة بيانات الفيلم (الإنجليزية)
- يوسف دجاورو على موقع كينوبويسك (الروسية)